# Hélène de Mandrot
Hélène de Mandrot, née Hélène Revilliod de Muralt le 27 novembre 1867 à Genève et morte le 26 décembre 1948 au Pradet (France), est une artiste, animatrice et mécène suisse.

## Biographie
Originaire d'une famille patricienne genevoise, Hélène Revilliod de Muralt grandit au cœur de l'élite économique et culturelle genevoise. Elle suit les cours de Joseph Mittey à l'école des arts industriels de Genève, puis fréquente l'Académie Julian à Paris.
Cofondatrice de la Société du Musée romand au château de La Sarraz en 1911 (dont elle fut la dernière châtelaine après la mort de son mari Henri de Mandrot, fondateur en 1911 de la Société du Musée romand), collectionneuse d'art, promotrice du mouvement moderne, Hélène de Mandrot crée la Maison des Artistes de La Sarraz en 1922. Elle y convoque plusieurs réunions historiques (congrès international d'architecture moderne en 1928, premier congrès international du cinéma indépendant en 1929).